# Język zachodniopendżabski
Język zachodniopendżabski, dawniej także określany jako  lahnda albo lahndi (pendżabski: lahindi) – język z rodziny indoaryjskiej, używany w prowincji Pendżab w Pakistanie. Wraz z językiem sindhi należy do północno-zachodniej grupy języków indoaryjskich, jednakże ze względów geograficznych tradycyjnie często bywa klasyfikowany jako zachodni dialekt języka pendżabskiego (zachodniopendżabski), mimo że ten należy do grupy centralnej języków indoaryjskich.
Według danych z 2015 r. w Pakistanie posługuje się nim blisko 91 mln osób. Dodatkowo ma prawie 2 mln użytkowników na terenie Indii (2007). W użyciu są też języki urdu i angielski.

## Diaspora pendżabska
Język pendżabski jest w dużym stopniu używany w kilku krajach, do których Pendżabczycy licznie wyemigrowali. Do tych krajów należą: Stany Zjednoczone, Australia, Wielka Brytania oraz Kanada.
W Wielkiej Brytanii pendżabski został uznany za drugi, najczęściej używany język zaraz po angielskim.
Jest czwartym, najczęściej używanym językiem w Kanadzie po angielskim, francuskim i chińskim.

### Rodowici użytkownicy języka pendżabskiego
| Miejsce | Państwo                      | Użytkownicy                                         |
| ------- | ---------------------------- | --------------------------------------------------- |
| 1.      | Pakistan                     | 76 335 300 (w większości język zachodniopendżabski) |
| 2.      | Indie                        | 29 109 672 (w większości język wschodniopendżabski) |
| 3.      | Wielka Brytania              | 2 300 000                                           |
| 4.      | Kanada                       | 1 100 000                                           |
| 5.      | Zjednoczone Emiraty Arabskie | 720 000                                             |
| 6.      | Stany Zjednoczone            | 640 000                                             |
| 7.      | Arabia Saudyjska             | 620 000                                             |
| 8.      | Hongkong                     | 260 000                                             |
| 9.      | Malezja                      | 185 000                                             |
| 10.     | Południowa Afryka            | 140 000                                             |
| 11.     | Mjanma                       | 120 000                                             |
| 12.     | Francja                      | 90 000                                              |
| 13.     | Włochy                       | 80 000                                              |
| 14.     | Tajlandia                    | 75 000                                              |
| 15.     | Japonia                      | 75 000                                              |
| 16.     | Mauritius                    | 70 000                                              |
| 17.     | Singapur                     | 70 000                                              |
| 18.     | Oman                         | 68 000                                              |
| 19.     | Libia                        | 65 000                                              |
| 20.     | Bahrajn                      | 60 000                                              |
| 21.     | Kenia                        | 55 000                                              |
| 22.     | Australia                    | 50 000                                              |
| 23.     | Tanzania                     | 45 000                                              |
| 24.     | Kuwejt                       | 40 000                                              |
| 25.     | Niemcy                       | 35 000                                              |